# Cratichneumon viator
Cratichneumon viator är en stekelart som först beskrevs av Giovanni Antonio Scopoli 1763.  Cratichneumon viator ingår i släktet Cratichneumon och familjen brokparasitsteklar. Arten är reproducerande i Sverige. Utöver nominatformen finns också underarten C. v. acerbus.